# Grand Theft Auto 2
Grand Theft Auto 2 (скор. GTA 2) — пригодницька відеогра у жанрі action-adventure, розроблена DMA Design та видана компанією Rockstar Games. Вийшла 22 жовтня 1999 року для Microsoft Windows і PlayStation, після чого вийшла на Dreamcast і Game Boy Color в 2000 році. Це продовження Grand Theft Auto 1997 року, і друга частина серії Grand Theft Auto. 
З 22 грудня 2004 року сучасна PC-версія гри GTA 2, що містить багатокористувацький режим, була доступна для скачування на офіційному сайті Rockstar Games (наразі скачування недоступне) . Гра стала доступною в Steam 4 січня 2008 року як частина колекції..
Її наступник, Grand Theft Auto III, вийшла у жовтні 2001 року.

## Місце дії та стиль гри
На відміну від інших ігор серії, дія гри відбувається в майбутньому (на момент виходу гри) (ігрова документація згадує «через три тижні в майбутньому» та «Х тижнів у майбутньому» або «Х хвилин у майбутньому», проте на офіційному сайті Rockstar пишеться конкретна дата — 2013 рік у мегаполісі, який у грі називається тільки як Anywhere City (Місто Де завгодно). Прототип міста невідомий, однак у знятому для підвищення популярності гри ролику показано Нью-Йорк. Стиль гри став більш естетичним, поєднавши в собі кіберпанк і старомодні машини. Місто Anywhere City складається з трьох рівнів, або «районів». Перший рівень — The Downtown District, який містить казино, готелі та безліч інститутів і університетів. Друга зона — The Residential District — містить міську в'язницю, трейлерний парк із клубом у стилі Елвіса під назвою «Disgracelands», дослідницький центр і величезну гідроелектростанцію. Третій район називається The Industrial District і містить великий порт, м'ясокомбінат і храм Крішни.

## Ігровий процес

Версія на PlayStation

Grand Theft Auto 2 використовує вид зверху і також повертає ідею крадіжки машин і роботи на різні банди. Гравець грає за героя на ім'я Клод Спід (англ. Claude Speed). На відміну від Grand Theft Auto в PC-версії Grand Theft Auto 2 є можливість увімкнення нічного режиму та денного (обирається в Grand Theft Auto 2 Manager перед входом у меню гри на закладці відео).
Практично в кожному районі існують принаймні одна банда, кожна з яких вирізняється своїми власними особливостями, автомобілями і поведінкою. Приєднавшись до однієї з банд, гравець може знизити авторитет і тим самим зіпсувати відносини з іншою і навпаки.
Завдання гравцеві даються за телефонами, розташованими на територіях банд. Існують телефони трьох кольорів: зеленого — легкі завдання, жовтого — завдання середньої складності і червоного — важкі завдання, існують також телефони блакитного кольору, за якими гравець може дізнатися коротку інформацію про банди. Доступність завдань від кожної конкретної банди безпосередньо залежить від авторитету і стосунків гравця з нею: що вищий авторитет і кращі стосунки гравця з бандою, то складніші завдання від неї доступні для нього, і навпаки.
На кожному рівні є 22 завдання: по 7 від кожної з 3 банд, і фінальне «останнє завдання», коли за гравцем починають полювання ватажки банд того району, де він перебуває. «Останнє завдання» вважається виконаним, коли всі 3 ватажки виявляються знищеними.
Мета полягає в тому, щоб досягти певної суми грошей на ігровому рахунку, яка дасть можливість для переходу в кожен наступний рівень:
- $1 000 000 — у першому районі;
- $3 000 000 — у другому;
- $5 000 000 — у третьому.

В оригінальному Grand Theft Auto гравця переслідувала тільки поліція, але в Grand Theft Auto 2 також додано SWAT, федеральні агенти та армійські сили, якщо рейтинг небезпеки гравця досить високий.
На відміну від Grand Theft Auto, у Grand Theft Auto 2 з'явилася можливість зберегти гру. Якщо гравець входить до церкви, яка розташовується в кожному районі міста, з достатньою кількістю грошей (одне збереження в будь-якому районі коштує $50 000), голос сповіщає «Алілуя! Ще одна душа врятована!» (англ. Hallelujah! Another soul saved!). Такий каламбур (для англомовного гравця) повідомляв, що гру збережено. Якщо ж гравцеві не вистачало грошей, той самий голос вигукував «Прокляття! Немає підношення — немає порятунку!» (англ. Damnation! No donation, no salvation!) (у наступних іграх серії місця збереження стали безкоштовними). Ці голосові повідомлення відсутні у версії для PlayStation.
Безліч змін відбулося в житті міста. Цивільні автомобілі та пішоходи відіграють істотну роль у геймплеї. На вулицях бродять такі ж викрадачі, як і сам гравець, які можуть викрасти в нього машину, пішоходи сідають і їздять на таксі. Крім того поліція, пішоходи і члени банд вступають у перестрілки і бійки без участі гравця.
У гру включені другорядні місії, наприклад гравець може заробляти гроші водієм таксі або водієм автобуса.
PS1-версія Grand Theft Auto 2 простіша, ніж PC-версія. Наприклад, зменшено кількість учасників банд і пішоходів на вулицях, а також зменшено кількість необхідних смертей для завершення місії «Сказу».

### Банди
Grand Theft Auto 2 містить сім різних банд. У кожному районі міста з'являються лише три з них. Корпорація Дзайбацу з'являється в кожному районі.
- Корпорація Дзайбацу (англ. Zaibatsu Corporation) (символ: жовта буква «Z») — з'являються у всіх районах, і незважаючи на те, що ця Корпорація здається цілком легальною (створює все — починаючи з автомобілів і закінчуючи медикаментами), але насправді також залучена до наркобізнесу, замовних убивств і тіньової політики. Їхні автомобілі, звані Z-Type, другі за швидкістю порівняно з машинами інших банд. У кожному наступному районі лідер відрізняється від попереднього (незалежно від того, було виконано «останнє завдання» чи ні): Трей Велш у Commercial District, Ред Валдез у Residential District і Уно Карб у Industrial District. Колір їхньої банди — сірий. Назва корпорації походить від японського слова «zaibatsu», яке перекладається як «конгломерат». У першому рівні територія Zaibatsu — райони Зареллі та Омнітрон (північ — північний схід — схід рівня); у другому — Село Zaibatsu та райони Кайман і Ксенотон (північ — північний схід рівня); у третьому рівні — райони Ескобар, Латтеро, Сеннора та Байано (захід - південний захід рівня). Члени банди можуть бути як без зброї, так і з пістолетами (у разі високого рівня ненависті до гравця можуть озброюватися дробовиками, двустволками, автоматами в 2-му районі; автоматами і гранатометами в 3-му (найнебезпечніша банда для гравця в разі поганих із нею стосунків через важке озброєння), у першому районі незалежно від авторитету гравця озброєні лише пістолетами, крім бандитів, які беруть участь у проходженні завдань).
- Відморозки (англ. Loonies) (символ: усміхнений смайлик) — вони з'являються в першому районі. Абсолютно божевільні бандити. Їхня машина, Дементія, зелений мінівен з їхнім знаком на даху. Відморозки контролюють північно-західну частину першого рівня, а саме — університет «SunnySide» і прилеглий до нього район Фрутбат. Мають найменшу серед банд контрольовану територію. Їхній бос — Елмо. Відморозки носять хірургічні халати світло-зеленого кольору. Якщо прислухатися, то на території банди можна почути божевільний сміх. Ходять вулицею тільки з пістолетами незалежно від рівня ненависті до гравця (за винятком кількох сюжетних місій) або без зброї.
- Якудза (англ. Yakuza) (символ: синій знак єни ¥) також з'являються в першому районі. Вони створюють наркотики в J-Лабораторії — це один з їхніх найсильніших бізнесів. Їхній бос Джонні Зоо. Колір банди — темно-синій. Їхні автомобілі називаються Y-Type (також відомі як Miara). Їхній штаб розташований поруч із доками, так само як і J-Лабораторія. Якудза контролює південну і південно-західну частини першого рівня, а саме — райони Сірото, Укіта і Фунабасі. Члени банди за будь-якого авторитету гравця використовують тільки пістолети (за винятком кількох бандитів, які з'являються під час проходження місій), або без зброї.
- Вчені СРС (Секс і репродуктивні системи) (англ. SRS Scientists) (символ: золотий щит) — Їхня штаб-квартира розташована в другому районі. Їхній таємний дослідницький інститут використовує доволі своєрідну практику. Їхній бізнес - розробка новітньої зброї, а також клонування, генетична інженерія та робототехніка. Їхній лідер — доктор ЛаБрат, ісландець. Усі їхні «вуличні» бійці є генетично виведеними солдатами-клонами. Їхня машина Meteor — найшвидша машина з усіх, які є у банд. Науковці контролюють південну та південно-східну частини другого рівня, а саме — райони Ксанаду, Домінатрікс, Ларго та Стромберг. Штаб учених — Дослідницький Центр. Колір банди — золотистий. За позитивного або за некритичного негативного авторитету гравця озброєні пістолетами, якщо насолити банді сильніше — то в хід ідуть автомати, а в разі вкрай низького авторитету — вогнемети, тому ця банда найнебезпечніша для гравця в другому районі, в разі якщо в нього встановляться погані з нею стосунки.
- Селюки (англ. Rednecks) (символ: прапор конфедерації) — очолювані Біллі Бобом Беном, вони з'являються в другому районі і є відданими фанатами Елвіса Преслі. Вони спеціалізуються на вибухівці. Їхній бізнес — виготовлення та продаж самогону. Їхня машина — синій пікап. Селюки контролюють західну та північно-західну частини другого рівня, а саме — Трейлерний парк та райони Редемшн, Гунтерсвілль і Табаско. Колір банди - яскраво-синій. Також як і вчені, змінюють зброю залежно від ступеня ненависті до гравця - від пістолетів до автоматів і коктейлю молотова.
- Російська мафія (англ. Russian mafia) (символ: червона зірка) — Вони з'являються в третьому районі. Їхня спеціалізація: замовні вбивства та продаж зброї. Їхній автомобіль Bulwark — найміцніший у грі серед машин банд (витримує пряме влучання з гранатомета, а також вибух ручної гранати і «коктейлю Молотова»). Російська мафія контролює північну і північно-східну частини третього рівня, а саме — морський порт (Доки Аджері і Доки Луб'янки), прилеглий до нього університет (Висоти Аджері), очисний завод ім. Говніна, а також райони Правда, Луб'янка і Крим. Глава банди — Жерков (у російській локалізації — Хренов). Колір банди - червоний. При хороших або нейтральних відносинах з нею озброєні, як і всі банди, стандартною зброєю: пістолетом, у міру погіршення відносин з гравцем на вулицях їхніх територій з'являються бійці з автоматами, двустволками і дробовиками.
- Крішнаїти (англ. Hare Krishna) (символ: помаранчева квітка) — Вони з'являються в третьому районі. Їхня машина — Karma Bus, великий жовтий шкільний автобус з намальованими квітами на даху. Крішнаїти контролюють східну і південно-східну частини третього рівня, а саме — Ведичний Храм, Молитовня і райони Нарайана і Махаріші. Їхній бос — Сонячний Промінь. Колір їхньої банди — помаранчевий. У документації до GTA 2 зазначено, що їхній бізнес — крадіжка і знищення транспортних засобів, але насправді в грі вони тільки й роблять, що захищають самих себе (відсилання до Grand Theft Auto, де їх називали Gouranga's і гравець отримував бонус, якщо задавить усіх кришнаїтів). Щодо зброї — як і всі інші банди в трьох районах, змінюють її від звичайних пістолетів за позитивного авторитету до коктейлю молотова, автоматів і вогнеметів за різко негативного.

Також на вулицях міста присутні 2 види злочинців, які не належать до банд:
- Автозлодії (викрадачі) одягнені у світло-зелені майки та сині шорти. Не озброєні, ніякого опору чинити не здатні. Автомобілі викрадають прямо на дорозі: як правило, поки автомобіль стоїть на світлофорі або рухається з малою швидкістю, злодій підбігає до нього і викидає водія назовні, після чого їде на викраденому авто з великою швидкістю, ігноруючи при цьому світлофори (тільки в першому районі поведінка викрадачів майже не відрізняється від стилю їзди звичайних водіїв). Викрадають практично будь-які види автомобілів, але часто віддають перевагу інкасаторським фургонам. Гравець також може стати жертвою автовора. Автомобілі, що знаходяться на стоянках і парковках, автозлодії не чіпають. Автозлодії їздять на викраденому автомобілі недовго, після чого виходять з машини, залишивши її посеред дороги (це буде показано, тільки якщо гравець стане переслідувати автовикрадача). Викрадачі не чіпають машину гравця, якщо вона споряджена бомбою або іншим обладнанням.
- Вуличні грабіжники — одягнені в червоні майки з довгими білими рукавами і сині шорти. Єдиний засіб впливу на оточуючих — кулаки, за допомогою яких грабіжник вибиває гроші з перехожих. Гравець також може стати жертвою вуличного грабіжника — щосекунди він крастиме по 10$. Вуличні грабіжники також схильні нападати і на членів банд, після чого ті починають ганятися за ним, щоб убити.

Обидва перераховані вище види злочинців діють поодиноко, тобто, в будь-який момент ігрового часу ви зможете побачити серед перехожих тільки одного автовора і/або вуличного грабіжника.
У грі присутня невелика кількість озброєних пістолетами водіїв, які застосовують зброю під час спроби відбирання їхнього транспортного засобу. Озброєним може бути водій будь-якого автомобіля, але найчастіше озброєні таксисти, водії інкасаторських фургонів і шофери лімузинів.

## Поліція

Поліція женеться за гравцем

У другій частині помітно поліпшено інтелект поліції порівняно з першою частиною. Можливо він (ШІ) навіть перевершує ШІ пізніших 3D версій Grand Theft Auto III і Grand Theft Auto: Vice City. Тепер навіть одна зірка («голова») становить загрозу, оскільки навіть одна машина буде переслідувати вас на повній швидкості. Втекти від погоні можна вставши в безлюдному місці (одна голова), або перефарбувавши машину, якщо більше однієї голови. Так само завершення місій скидає рівень розшуку. Саме з цієї частини гри з'явилася повноцінна система розшуку з 6 зірок, де є поліція, спецназ, ФБР і армія.

### Рівні суспільної загрози
Рівень суспільної загрози показує, наскільки правоохоронні органи зацікавлені в затриманні гравця. Індикатором слугує певна кількість поліцейських голів у верхній частині екрана. У разі, якщо правоохоронні органи знають місцезнаходження гравця, голови рухаються вгору-вниз, якщо не знають, то голови стоять струнко.
- I рівень (одна голова) — на затримання гравця вислали пару загонів поліції. Якщо вчасно сховатися далеко від дороги, то незабаром поліція відстане. Зазвичай це переслідування починається, якщо ви вбиваєте людину або викрадаєте машину на очах у патрульних, а також якщо залишаєте вм'ятину на їхньому автомобілі.
- II рівень (дві голови) — поліція веде наполегливу погоню, і хвоста можна позбутися тільки перефарбувавши машину, закінчивши завдання (зокрема й жагу смерті) або підібравши бонус «хабар поліцейським».
- III рівень (три голови) — дії поліції стають більш агресивними. На дорогах зводять барикади з поліцейських машин.
- IV рівень (чотири голови) — до поліції підключається SWAT. Бійці SWAT їздять на броньованих мікроавтобусах по 4 людини. Озброєні пістолетами, носять бронежилети, тому легше відірватися від них, аніж убити.
- V рівень (п'ять голів) — поліцію і SWAT замінюють урядові агенти на чорних спецмашинах. У кожній спецмашині по 2 агенти, один з яких озброєний рушницею, а інший — UZI з глушником (при цьому в разі потреби будь-який агент може змінити автомат на дробовик і навпаки). Також, як і поліція, агенти перекривають дороги, створюючи бар'єри зі своїх машин. Цей рівень можна досягти тільки у 2-му і 3-му районах.
- VI рівень (шість голів) — з вулиць міста майже повністю зникають перехожі та цивільні автомобілі і вводяться армійські сили. Солдати ходять вулицями натовпами, озброєні UZI, які розстрілюють гравця при першому наближенні. Місто патрулюють на джипах, броньованих фургонах і танках, але вони не чинять опору. Барикади спецмашин змінюються на танкові, які стріляють по гравцеві. У цьому випадку майже неможливо вижити, якщо тільки заздалегідь не приготувати цивільний автомобіль для перефарбовування або якщо не діяти неподалік від бонусу «хабар поліції». Цей рівень можна досягти тільки в 3-му районі (за винятком місії «З Новим Трупом» у банди Селюків у 2-му районі).

Бійці SWAT, урядові агенти та армійські сили, на відміну від звичайних поліцейських, ніколи не намагаються заарештувати гравця — тільки вбити. Поліцейські стріляють тільки тоді, коли гравець перебуває всередині транспорту.

## Саундтрек
У кожній зоні ігрового міста гравцем можуть бути прослухані по п'ять радіостанцій з усіх одинадцяти, представлених у Grand Theft Auto 2. Радіостанції можна прослухати, коли гравець перебуває в транспортних засобах. На відміну від інших версій у версіях гри для PC і PlayStation гравець має можливість перемикати радіостанції. Радіостанція «Head Radio» також з'являється в GTA, GTA III та GTA: Liberty City Stories.
Кожне угруповання в грі також має свою радіостанцію, яка транслюється на території однієї зони міста.
Усі пісні виконують Conor & Jay, але під різними псевдонімами.
- Head Radio — найбільша комерційна радіостанція в місті. Вона може бути прийнята у всіх районах.
- Rockstar Radio — комерційна радіостанція в зоні Downtown Area.
- KREZ — комерційна радіостанція Residential Area.
- Lo-Fi FM — комерційна станція в зоні Industrial Area.
- Futuro FM — радіостанція Дзайбацу. Може бути прийнята у всіх зонах.
- Funami FM — станція Якудза в Downtown Area.
- Lithium FM — станція Відморозків (англ. Loonies).
- Rebel Radio/KING — станція Селюків (Rednecks).
- Osmosis Radio — станція вчених СРС.
- Heavenly Radio — радіостанція банди кришнаїтів.
- KGBH — радіостанція Російської мафії. Назва є сплавом абревіатур KGB і GBH (Grievous bodily harm).

## Фільм за мотивами гри
Вступне відео до гри є нарізкою з восьмихвилинного короткометражного фільму, знятого в 1999 році для підвищення популярності гри. Цей фільм доступний для вільного скачування з сайту Rockstar Games. Головного героя гри Клода Спіда в цьому фільмі грає британський актор і модель Скотт Маслен. Наприкінці фільму в спину Клода стріляє кілер, найнятий дзайбацу. Через цензуру кінцівка з убивством Клода не увійшла у фільм на версії гри для PlayStation.

## Оцінки та відгуки
| Агрегатор    | Оцінка                                            |
| ------------ | ------------------------------------------------- |
| GameRankings | 71.50% (PC) 70.80% (DC) 69.92% (PS1) 35.00% (GBC) |
| Metacritic   | 70/100 (PS1)                                      |

| Видання         | Оцінка                               |
| --------------- | ------------------------------------ |
| Edge            | 8/10                                 |
| GameSpot        | 6.9/10 (PS1) 6.9/10 (DC) 6.8/10 (PC) |
| IGN             | 7.3/10 (PC) 6.8/10 (PS1) 6.7/10 (DC) |
| Next Generation | [ 19 ]                               |

Grand Theft Auto 2 отримала змішані відгуки. Графіка гри отримала неоднозначні реакції критиків, які відзначали, що майже не помітили різниці з графікою в оригінальній грі. Тал Блевінс від IGN назвав її «середньою в кращому випадку», а сценарій «важко оцінити». Джефф Герстманн з GameSpot сказав, що «графіка виглядає простувато». Саундтрек гри отримав позитивні відгуки, Джефф Герстманн назвав його «чудовим саундтреком», і що він. Тал Блевінс з IGN назвав його «однією з найкращих особливостей» гри.
Ігрові елементи Grand Theft Auto 2 отримали неоднозначні реакції. Джеремі Данхем від IGN заявив, що геймплей — «це те, де гра справді робить удар в живіт», і що це «могло бути набагато краще». Тал Блевінз назвав це «простим, але ефективним». Джефф Герстманн зазначив, що «хоча геймплей багато в чому такий же, як і в попередній GTA, це все ще дуже весело». Edge підкреслив розвиток історії гри та винахідницькі місії, заявивши, що Grand Theft Auto 2 «вдається втягнути вас глибоко в складності свого світу».
Комп'ютерна версія Grand Theft Auto 2 отримала нагороду «Silver» від Асоціації видавців програмного забезпечення для розваг та дозвілля (ELSPA), що свідчить про продаж принаймні 100 000 примірників у Великій Британії. Версія для PlayStation отримала нагороду продажів «Platinum» (300 000 і більше одиниць у Великій Британії).